# Sparaxis tricolor
Espèce
Synonymes
- Ixia tricolor Schneev.[1] [2]
- Sparaxis blanda Sweet[1]
- Sparaxis grandiflora var. lineata (Sweet) Baker[1]
- Sparaxis lineata Sweet[1]
- Sparaxis tricolor var. blanda (Sweet) Baker[1]
- Sparaxis versicolor Sweet[1]
- Streptanthera lineata (Sweet) Klatt[1]
- Streptanthera tricolor (Schneev.) Klatt[1]

Sparaxis tricolor est une espèce de plantes vivaces à bulbe, de la famille des Iridaceae, originaire d'Afrique du Sud. Elle se plaît dans des terres bien drainées et ensoleillées. Ses fleurs sont bicolores ou tricolores avec un cœur jaune bordé de brun et des pétales de couleur vive, appréciée aussi comme plante cultivée et présente dans les catalogues de pépiniéristes.

## Classification
Cette espèce a été décrite en 1794 sous le basionyme de Ixia tricolor par George Voorhelm Schneevoogt (es), puis recombinée dans le genre Sparaxis en 1804 par le botaniste britannique John Bellenden Ker Gawler (1764-1842). 

### Liste des variétés
Selon Tropicos (3 mars 2019) (Attention liste brute contenant possiblement des synonymes) :
- variété Sparaxis tricolor var. blanda (Sweet) Baker
- variété Sparaxis tricolor var. griffinii (Sweet) Baker
- variété Sparaxis tricolor var. versicolor (Sweet) Baker